# تورشبی
تورشبی (به سوئدی: Torsby) یک منطقهٔ مسکونی در سوئد است که در بخش تورشبی واقع شده‌است. تورشبی ۵٫۴۹ کیلومتر مربع مساحت و ۴٬۰۴۹ نفر جمعیت دارد.